# Anelosimus decaryi
Anelosimus decaryi là một loài nhện trong họ Theridiidae.
Loài này thuộc chi Anelosimus. Anelosimus decaryi được Jean-Louis Fage miêu tả năm 1930.